# Primo appuntamento (singolo)
Primo appuntamento è un singolo del cantautore italiano Gigi D'Alessio, pubblicato il 6 ottobre 2006 come primo estratto dal dodicesimo album in studio Made in Italy.
Il singolo ottiene immediatamente un ottimo successo di vendite, debuttando direttamente alla prima posizione dei singoli più venduti in Italia il 19 ottobre, e rimanendovi per due settimane.

## Tracce
1. Primo appuntamento – 4:08

## Classifiche
| Classifica (2006) | Posizione massima |
| ----------------- | ----------------- |
| Italia            | 1                 |